# دافيدي باسكولو
دافيدي باسكولو (بالإيطالية: Davide Pascolo)‏ مواليد 14 ديسمبر 1990، هو لاعب كرة سلة إيطالي يلعب في ليغا باسكيت الدرجة الأولى ويحمل الرقم 7. مثّل منتخب إيطاليا لكرة السلة.

## روابط خارجية
- دافيدي باسكولو على موقع الاتحاد الدولي لكرة السلة (الإنجليزية)
- دافيدي باسكولو على موقع الدوري الأوروبي لكرة السلة (الإنجليزية)
- دافيدي باسكولو على موقع كرة السلة الأوروبية.كوم (الإنجليزية)
- دافيدي باسكولو على موقع ريلجم (الإنجليزية)
- دافيدي باسكولو على موقع بروبوليرز (الإنجليزية)
- دافيدي باسكولو على موقع سبورتس رفرنس (الإنجليزية)